# UGC 6016
UGC 6016 (również PGC 32740) – galaktyka nieregularna w gwiazdozbiorze Wielkiej Niedźwiedzicy oddalona o około 75 milionów lat świetlnych od Ziemi. UGC 6016 porusza się z prędkością 1493 ±10 km/s względem Układu Słonecznego (oddala się).
W odległości zaledwie około 75 tysięcy ly od UGC 6016 znajduje się inna galaktyka, NGC 3448. Pomiędzy galaktykami znajduje się „mostek” materii widoczny w zakresie promieniowania UV.